# Survivor's Remorse
Survivor's Remorse è il quinto album in studio del rapper statunitense G Herbo, pubblicato nel 2022.

## Tracce

### Survivor's Remorse: A Side
1. FWM (with Yosohn) – 2:21
2. Flashbacks (featuring Jeremih) – 2:53
3. Aye (featuring Offset) – 2:11
4. Blues (featuring Future) – 2:25
5. Shaderoom – 2:33
6. 4 Minutes of Hell, Pt. 6 – 4:39
7. Real Rap (featuring Benny the Butcher) – 3:13
8. Paid (with Essex) – 2:38
9. Shordie (featuring Gunna) – 2:56
10. After That – 2:55
11. Outside Looking In – 3:59
12. Survivor's Outro – 2:50

### Survivor's Remorse: B Side
1. Sleepless Nights – 2:18
2. History – 2:46
3. Change (Gun Shots) – 2:25
4. Me, Myself & I (featuring A Boogie wit da Hoodie) – 3:41
5. Breathe Slow (featuring Young Thug) – 3:36
6. No Guts, No Glory – 2:45
7. Machines (featuring Conway the Machine) – 3:44
8. Torn – 2:54
9. It's Something in Me – 2:42
10. Him – 2:40
11. All That (featuring Kodak Black) – 1:49
12. Remorse Outro – 2:14
13. Letter to Juice – 4:29